# いわき市立玉川中学校
いわき市立玉川中学校（いわきしりつ たまがわちゅうがっこう）は、福島県いわき市小名浜玉川町にある公立中学校。

## 概要
いわき市立小名浜第一中学校の生徒数が増加し、新しい中学校を設置することが必要になったために開校された。開校当時は、1学年につき3クラス編成の予定で建設されたため、教室が不足している。そのため、現在は第2図書室・視聴覚室が教室として使われている。
文化祭は「若葉祭」という名称で毎年行っており、メインイベントは全校で行う合唱コンクールが行われる。
生徒数1年生103人・4クラス、2年生77人・3クラス、3年生90人・3クラスの合計270人・10クラス（2013年4月現在）

## 沿革
1982年開校。当時、2年生と3年生の多くは、小名浜第一中学校からの転校生であった。

## 進学前小学校
- いわき市立小名浜第三小学校

## 交通
- JR常磐線湯本駅より約4.6km
- 新常磐交通玉川西バス停より約190m